# Pekárna (přírodní památka)
Pekárna je přírodní památka poblíž Žebětína u Brna v okrese Brno-město.

## Geologie a geomorfologie
Ve svahu místy vystupují podložní horniny brněnského masivu. V západní části leukotonality typu Jundrov s aplitovými žilami, překryté kambizemí typickou, ve východní části biotitická pararula, také s aplitovými žilami, v této části je podloží překryto spraší a luvizemí typickou. Geomorfologicky náleží území přírodní památky Bobravské vrchovině.

## Flóra
V hercynských černýšových dubohabřinách dominuje habr obecný (Carpinus betulus), dále jsou zastoupeny buk lesní (Fagus sylvatica), dub zimní (Quercus petraea), dub letní (Quercus robur), javor klen (Acer pseuoplatanus), javor mléč (Acer platanoides), javor babyka (Acer campestre), jeřáb břek (Sorbus torminalis) a lípa malolistá (Tilia cordata). V nivě potoka Vrbovec jsou to jasan ztepilý (Fraxinus excelsior), javor mléč, olše lepkavá (Alnus glutinosa) a vrba bílá (Salix alba). Na severně exponovaných svazích dominují v dřevinném patře lípy, javor mléč a habr obecný, vzácný je klokoč zpeřený (Staphylea pinnata). Kolem vrchlové kóty 307, 6 m n. m. se v suché dubohabřině vyskytuje dřín jarní (Cornus mas). V keřovém patru jsou zastoupeny bez černý (Sambucus nigra), brslen evropský (Euonymus europaeus), brslen bradavičnatý (Euonymus verrucosus), líska obecná (Corylus avellana), ptačí zob obecný (Ligustrum vulgare), svída krvavá (Swida sanguinea) a zimolez obecný (Lonicera xylosteum). V bylinném podrostu jsou zastoupeny čilimník řezenský (Chamaecytisus ratisbonensis), dymnivka plná (Corydalis solida), chrastavec křovištní (Knautia drymeia), kruštík modrofialový (Epipatis purpurata), lilie zlatohlávek (Lilium martagon), medovník velkokvětý (Melittis melissophyllum), oměj vlčí (Aconitum vulparia), prstnatec bezový (Dactylorhiza sambucina), pryšec mandloňovitý (Tithymalus amygdaloides), rozrazil vídeňský (Veronica vindobonensis), smldník jelení (Peucedanum cervaria), zapalice žluťuchovitá (Isopyrum thalictroides) a zvonek moravský (Campanula moravica), v mokré sníženině ve východní části je to lýkovec jedovatý (Daphne mezereum), ostřice lesní (Carex sylvatica) a ostřice řídkoklasá (Carex remota). K silně ohroženým druhům patří huseník ouškatý (Arabis auriculata), prstnatec bezový a křivatec rolní (Gagea villosa).

## Fauna
Motýli zastupuje batolec duhový (Apatura iris), batolec červený (Apatura ilia) a bělopásek topolový (Limenitis populi), obratlovce slepýš křehký (Anguis fragilis), krutihlav obecný (Jynx torquilla), lejsek bělokrký (Ficedula albicollis), strakapoud prostřední (Dendrocopos medius), žluna zelená (Picus viridis) a žluva hajní (Oriolus oriolus). Na Vrboveckém potoku hnízdí konipas horský (Motacilla cinerea).

## Vodní režim
Východním a severním ochranným pásmem přírodní památky protéká potok Vrbovec.

## Ochrana přírody

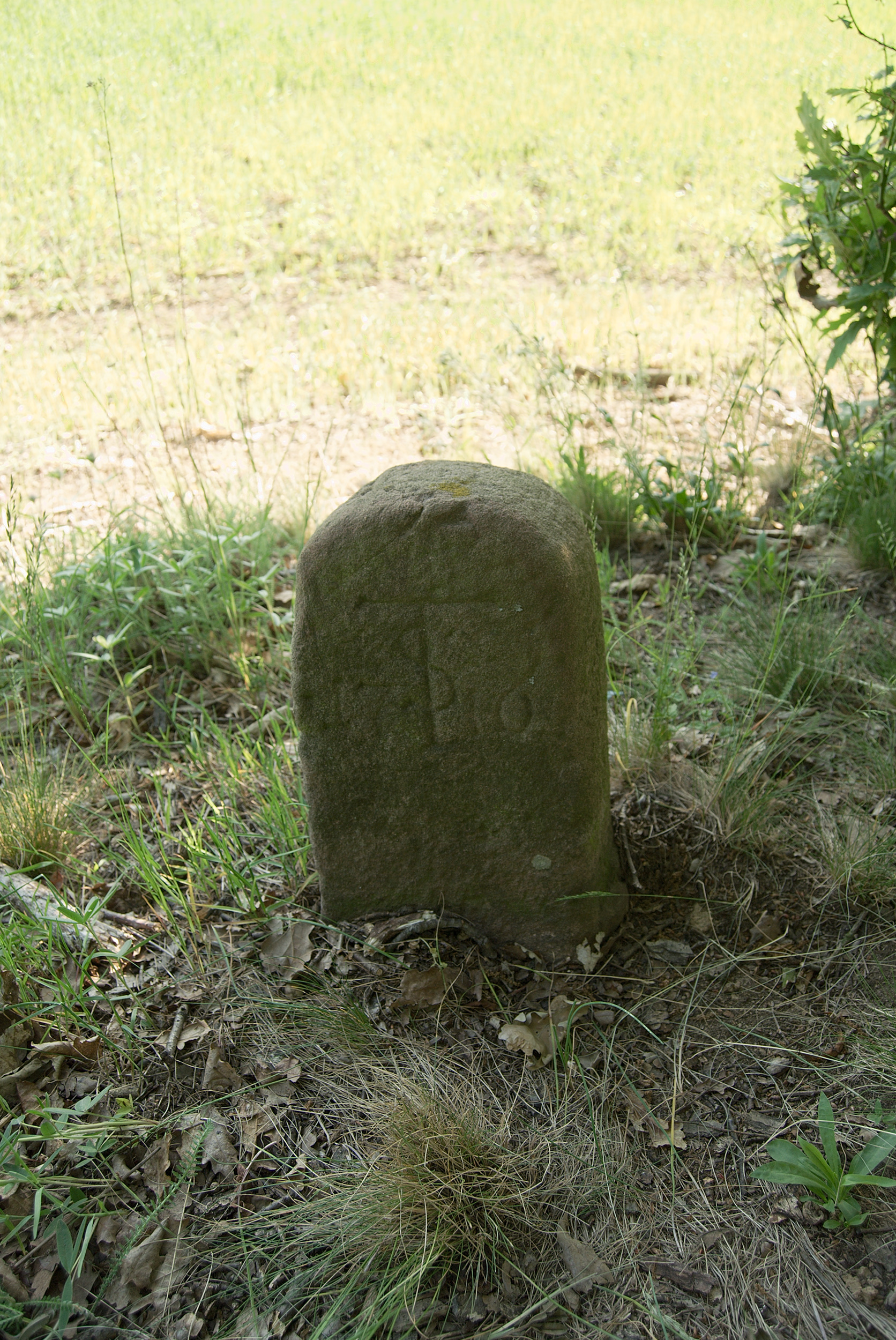
Jeden z hraničních kamenů na hranici PP Pekárna

Důvodem ochrany je ekologicky významný krajinný celek lokálního významu s parametry regionálního biocentra s výskytem chráněných druhů rostlin a hnízdiště ohrožených druhů ptáků, entomofauny a obojživelníků. Hlavním cílem péče je zachování ekosystému starého listnatého lesa s jeho pestrou druhovou skladbou a postupná přeměna smrkových monokultur na porosty s přírodě blízkou druhovou skladbou, úplné odstranění invazního akátu z území, zajištění ochrany všech doupných stromů a zvýšení podílu odumřelé dřevní hmoty v listnatých porostech. Za účelem ochrany prstnatce bezového bylo na jihozápadním okraji vybudováno oplocení na ochranu před pojezdem a sešlapáním koňmi.

## Zajímavosti
Přímo na jižní hranici přírodní památky se nachází řada zachovalých hraničních kamenů z 18. století, vymezujících zde díl žebětínského katastru, patřící k někdejšímu panství kláštera sv. Tomáše v Brně.